# Schermvereniging Surtout
Surtout is een Nederlandse schermvereniging van origine uit Apeldoorn. Opgericht in 1955 en de laatste jaren voornamelijk gespecialiseerd in sabelschermen. De naam Surtout komt uit het Frans en betekent 'bovenal'. De vereniging heeft tot 1990 Zorro geheten, daarna is het de naam Surtout gaan dragen.
In de vereniging is plaats voor recreatief- en competitief schermen. Deelname aan schermtoernooien is daardoor mogelijk. Voor de jeugd is er het landelijke Jeugdpuntentoernooi (JPT), waar ze naast wedstrijdervaring opdoen met andere tegenstanders, ook spelenderwijs toernooi-ervaring krijgen en daardoor meer ervaren buiten het JPT aan toernooien kunnen deelnemen.
Voor de jeugdige schermers kunnen de aangeleerde praktische- en theoretische vaardigheden door toetsing in het Brassardsysteem worden omgezet in 6 verschillende niveaus Brassard-diplomas en -mouwemblemen.

## Historie - krachtenbundeling van twee schermverenigingen
Per 1 april 2015 is de schermvereniging Déropement (met vestigingen in Doetinchem en Zutphen) opgegaan in Surtout. Alle leden zijn nu als lid aan Surtout verbonden. De maître (schermleraar) en eigenaar van s.v. Déropement was al actief als schermleraar bij Surtout en zet zijn rol voort als hoofdschermleraar van Surtout voor deze 3 vestigingen.